# Argy
Argy – miejscowość i gmina we Francji, w Regionie Centralnym, w departamencie Indre.
Według danych na rok 1990 gminę zamieszkiwały 663 osoby, a gęstość zaludnienia wynosiła 17 osób/km² (wśród 1842 gmin Regionu Centralnego Argy plasuje się na 567. miejscu pod względem liczby ludności, natomiast pod względem powierzchni na miejscu 186.).